# 楚奧茨
楚奧茨（羅曼什語發音：[tsuə̯ts] ⓘ）是瑞士格勞賓登州的一个市镇，位於該國東部，面積65.79平方公里，海拔高度1,716米，2011年人口1,319，一半人口信奉基督教，人口密度每平方公里20人。